# كام غوردون (سياسي)
كام غوردون هو سياسي أمريكي، ولد في 1955 في مينيابوليس في الولايات المتحدة. نشط حزبياً في Green Party of Minnesota ‏ والخضر/حزب الخضر الأمريكي. وقد انتخب member of the Minneapolis City Council ‏ (2006 – ).